# Okęcie (gmina)
Okęcie – dawna gmina wiejska istniejąca w latach 1939–1951. Siedzibą gminy było Okęcie (obecnie część Warszawy).

## Historia
Gmina Okęcie została utworzona  1 kwietnia 1939 w powiecie warszawskim w woj. warszawskim, z części gmin Skorosze (z gromad Opacz Duża, Okęcie, Raków, Rakowiec, Salomea, Szczęśliwice, Wiktoryn, Załuski i częściowo Opacz – tworząc nową gromadę Opacz Parcela) i Wilanów (z gromad Gorzkiewki i Zbarż).
Podczas II wojny światowej w Generalnym Gubernatorstwie, w dystrykcie warszawskim. 1 marca 1943 okupant do gminy Okęcie włączył gromadę Służewiec Nowy z gminy Wilanów, po czym gmina Okęcie składała się w 1943 roku z 12 gromad i liczyła 15.724 mieszkańców: Gorzkiewki (192 mieszkańców), Okęcie (10.699), Opacz Duża (347), Opacz Parcela (408), Rakowiec (129), Raków (759), Salomea (174), Służewiec Nowy (136), Szczęśliwice (1207), Wiktoryn (363), Załuski (1073) i Zbarz (237).
Po wojnie gmina zachowała przynależność administracyjną do powiatu warszawskiego w woj. warszawskim.
15 maja 1951 gmina Okęcie została zniesiona, a jej obszar włączony do Warszawy.